# ヤシカゴールデン劇場
『ヤシカゴールデン劇場』（ヤシカゴールデンげきじょう）は、1958年10月から1961年5月まで日本テレビが毎週水曜 20:00 - 21:00 （日本標準時）に編成していたテレビドラマ放送枠である。ヤシカ（現：京セラ) の一社提供。

## 放送作品一覧

### 1958年
- 片恋
- 秋の停車場
- リズムの饗宴
- 研究室
- 黒い真珠
- ちぎれ愛
- 出所
- 雲と遊んだ……
- ジーキル博士とハイド氏
- 冬の晨
- 影のない女
- クリスマス・カード

### 1959年
- 恋人
- 悦子の笛
- あかね
- 芽をふく葦
- 曾我兄弟
- どろん
- 白いろまねすく
- 釣忍
- 落陽
- あにいもうと
- 並木河岸
- 冠婚葬祭
- 勧進帳
- 花嫁の日
- 赤い陣羽織
- 夫婦
- 母
- 田舎芸者
- 赤い雲
- 大炊介始末
- 東京の幽霊
- 姫君と浪人
- 赤ちゃん

### 1961年
- 白い刺 ある女の嘘

## 放送局
特筆の無い限り全て同時ネット。
- 日本テレビ
- ラジオ新潟テレビ（現：新潟放送、1958年12月開局から）[1]
- 北日本放送（1959年4月開局から）[2]
- 北陸放送（1958年12月開局から）[3]